# Weser-Harz-Heide-Radweg
De Weser-Harz-Heide-Radweg is een langeafstandsfietsroute in Duitsland. De route verbindt de Wezer bij Hannoversch Münden met Lüneburg. De route is vernoemd naar de rivier, de Harz (gebergte) en de Lüneburger Heide. Het traject is bewegwijzerd in twee richtingen.

## Traject
De route start in Hannoversch Münden waar de Werra en Fulda samenvloeien tot Wezer. Hier kunnen de Weserradweg, de Werratal-Radweg en de Fulda-Radweg opgepakt worden. 
De route voert door de Harz en dan noordwaarts. In Goslar kruist de route de EuroVelo EV2 Hoofdstedenroute. Nog verder noordwaarts in Gifhorn kruist de route de Aller-Radweg. Richting het eindpunt volgt de Lüneburger Heide en dan eindpunt Lüneburg.

## Aansluitingen met Europese routes
- In Goslar kruist de route de EuroVelo EV2 Hoofdstedenroute.

## Aansluitingen met andere routes
- In Hannoversch Münden kan worden aangesloten op de Weserradweg.
- In Hannoversch Münden kan worden aangesloten op de Werratal-Radweg.
- In Hannoversch Münden kan worden aangesloten op de Fulda-Radweg.
- In Gifhorn kruist de route de Aller-Radweg.
- In Lüneburg kan worden aangesloten op de Hanzeroute.
- Op elk willekeurig punt kan gebruik worden gemaakt van het fietsroutenetwerk ter plaatse.